# Eparquia de Abásgia
Eparquia de Abásgia (em russo:  Абазгийская епархия, em grego:  επαρχία της Αβασγίας) foi uma eparquia do Patriarcado de Constantinopla. Existia no final do período romano e no início do período bizantino no território da moderna Abecásia (na época - Abásgia helenizada) e parte da moderna cidade de Sochi.
Chefiado por um arcebispo. O departamento estava localizado na antiga Sebastópolis (atual Sucumi); um importante centro de apoio foi Pitiunt (Pitsunda). Incluía vários pequenos bispados: Anacópia e outros.
As informações sobre a eparquia são fragmentárias; Os arcebispos pitiuntinos são mencionados desde o Primeiro Concílio Ecumênico (325), e os arcebispos sebastopolianos são mencionados desde o Concílio de Calcedônia (451). Em 407, João Crisóstomo morreu a caminho de Pitiunt. No século VIII, a eparquia de Abásgia ficou sob influência georgiana (como a própria Abásgia, que se tornou o reino da Abecásia) e foi transformada no Catolicato da Abecásia.
Na primeira metade do século IX, a eparquia de abásgia fazia parte da eparquia de Nicópsis.